# Phonon
Phonon — мультимедийный фреймворк от KDE, который предоставляет API для разработки мультимедиа-приложений. Phonon использует набор расширяемых модулей, выполняющих реальную работу. Входит в состав Qt начиная с версии 4.4.  В данный момент распространяется как часть Qt под лицензией GNU LGPL version 2.1.

## Особенности
Phonon API написан на языке программирования C++ с использованием парадигм объектно-ориентированного программирования. Механизм использования интерфейса Phonon основан на графовых связях между источниками (MediaObject) и выводящими устройствами (AudioOutput, VideoOutput). Связи между объектами данных и устройств вывода реализуются с помощью путей (Path). Библиотека также поддерживает звуковые эффекты и работу с RAW аудио в реальном времени (AudioDataOutput).

## История
Изначально мультимедийный API назывался KDEMM (KDE MultiMedia). Официальный релиз API как части KDE 4.0 состоялся в январе 2008 года, в тот же самый год Phonon был адаптирован для Qt 4.4 и стал её частью. Главой разработки является Маттиас Крец (англ. Matthias Kretz). Сам Phonon является относительно новым и набирает популярность.

## Пример использования
```
media
 
=
 
new
 
MediaObject
(
this
);

connect
(
media
,
 
SIGNAL
(
finished
()),
 
SLOT
(
slotFinished
()));

media
->
setCurrentSource
(
"/home/username/music/filename.ogg"
);

media
->
play
();

```

## Поддерживаемые модули
Phonon Backend — реализация Phonon API на основе определенной библиотеки, которая выполняет непосредственно функции воспроизведения видео и аудио данных. Таким модулем может быть реализация для другого API, который уже использует другие API и медиа-библиотеки.
Входящие в Qt:
- DirectShow (только в Windows)
- MMF (Microsoft Media Foundation) (только Windows)
- GStreamer
- VLC

Входящие в KDE:
- GStreamer
- Xine
- VLC